# ステファン・フリック
ステファン・フリック（Stephen Nathaniel Frick、1964年9月30日 - ）は、アメリカ合衆国の宇宙飛行士であり、2度のスペースシャトルのミッションに参加した。ギブソニアで育ち、1982年にパイン・リッチランド高校を卒業した。1986年には海軍兵学校で航空宇宙工学の学位を取り、アメリカ海軍に任官してF/A-18の操縦訓練を受けた。湾岸戦争の際にはサラトガに乗船し、出撃した。その後、1994年に海軍大学院で航空宇宙工学の修士号を取った。
フリックは1996年にNASAの宇宙飛行士の候補に選ばれ、スペースシャトルの操縦手としての訓練を受けた。STS-110で操縦手を務め、国際宇宙ステーションにドッキングした。
2006年7月、フリックはSTS-122の船長に選ばれた。12日間のミッションで、欧州宇宙機関のコロンバスを運び、第16次長期滞在のフライトエンジニアであるダニエル・タニを地球に帰還させた。このミッションは2008年2月7日に打ち上げられ、2月20日に着陸した。